# Manu propria

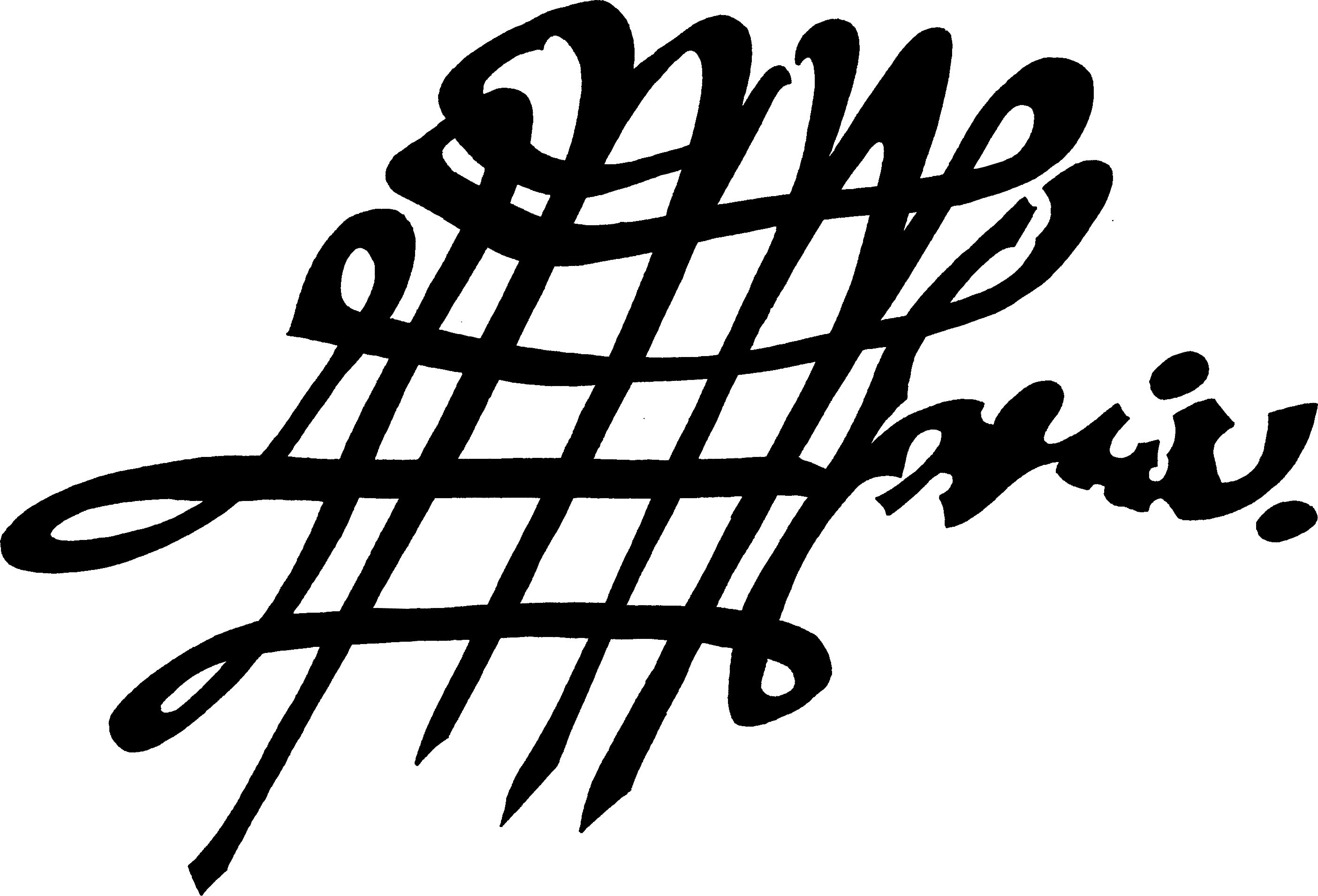
Példa a középkori alkalmazására

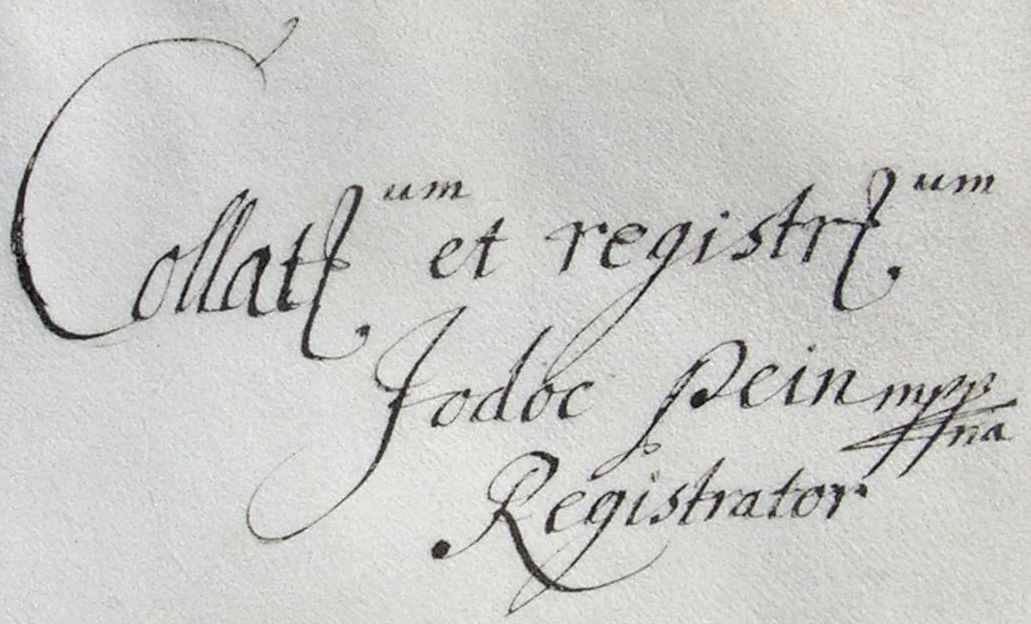
Jodoc Pein mpp-je André Falquet nemesi oklevelében

A Manu propria (gyakori rövidítéssel m.p., mppr vagy mppria) latin nyelvű kifejezés, egyenértékű az azonos jelentésű, magyar nyelvű saját kezűleg (rövidítve s.k.) jelöléssel. Ma főleg nyomtatott vagy géppel írott dokumentumok végén használatos, olyan esetekben, amikor a kibocsátó nem írja alá kézzel az adott okiratot, de fontosnak tartja nyomatékosítani, hogy annak tartalma az ő közlési szándékait tükrözi. Jellemzően közvetlenül azon személynek (vagy személyeknek) a neve után áll, aki (vagy akik) ténylegesen is aláírták volna a dokumentumot, ha az kézírással születik meg.
Több régi okiratban is felfedezhető, az aláíró neve után, esetleg előtte, de jellemzően a dokumentum végén.

## Története
Középkor
A középkori uralkodók és írástudók gyakran alkalmaztak gazdagon díszített, cizellált manu propria jelzéseket, a kézzel írott dokumentumok hitelesítésére.
18. század
A mppria jelölés általánosan elterjedt volt a 18. században, nem is kizárólag latin nyelvű okiratok esetében volt használatos, nemzeti nyelvű iratokon is találkozhatunk vele.
- Joseph Haydn 97. szimfóniájának teljes dedikálásos címlapja, amelyen ez áll: 'Sinfonia in C/di me giuseppe Haydn mppria.  {\displaystyle {\overline {792}}}'[2]
- André Falquet nemesi oklevele[3]

A 19. századtól
A későbbiekben a hivatalos dokumentumokat is rendszeresen ellátták ezzel a jelöléssel, például Ferenc József osztrák császár és magyar király 1914-es, Szerbia elleni hadüzenete is m.p.-vel végződik.

## Használata manapság
A különféle személyes csekkeken gyakran felbukkan ez a rövidítés az aláírási sor végén.
Az egyes országokban
Néhány olyan ország, ahol még ma is rendszeresen használják manu propria kifejezést vagy annak nemzeti nyelvű megfelelőjét, illetve ezek rövidítéseit:
- Albániában hivatalos dokumentumokban: d.v. (albán nyelven: dora vetë),
- Ausztriában: e. h. (ausztriai német nyelven: eigenhändig),
- Csehországban: v. r. (csehül: vlastní rukou), sőt néha használatos a latin m.p. is,
- Németországban: gez. (németül: gezeichnet)[4]
- Magyarországon: hivatalos dokumentumokban: s.k. (saját kezűleg),
- Szlovákiában: v. r. (szlovákul: vlastnou rukou),
- Szlovéniában: l.r. (szlovénül: lastnoročno).
- Szerbiában: s.r. (szerbül: svojeručno)

## Fordítás
Ez a szócikk részben vagy egészben  a   Manu propria című angol Wikipédia-szócikk fordításán alapul.  Az eredeti cikk szerkesztőit annak laptörténete sorolja fel. Ez a jelzés csupán a megfogalmazás eredetét és a szerzői jogokat jelzi, nem szolgál a cikkben szereplő információk forrásmegjelöléseként.